# Jószef Pantocsek
József Pantocsek (o Joseph Pantocsek) ( 1846 – 1916 ) fue un botánico y destacado ficólogo húngaro. Se conservan duplicados de sus accesiones en el "Departamento de Botánica", de la Facultad de Ciencias, FER-Zagreb, Universidad de Zagreb, Croacia.

## Algunas publicaciones
- A Fertő-tó kovamoszatviránya 1912, 1911
- Szliácsi finom Andesittufa Bacillariai, 1903
- Lutillai rögpalában előforduló kovamoszatok leírása, 1912

## Honores

### Eponimia
Género
- (Convolvulaceae) Pantocsekia Griseb. ex Pant.[2]

Especies
- (Asteraceae) Gatyona pantocsekii Vis.[3]

- (Boraginaceae) Myosotis pantocsekii Gand.[4]

- (Illecebraceae) Scleranthus pantocsekii Rchb.[5]

- (Ranunculaceae) Aconitum pantocsekianum Degen & Baldacci[6]

- (Rosaceae) Rubus pantocsekii Holuby in Pant.[7]

- (Rosaceae) Rubus pantocsekianus Gáyer & Sabr.[8]

- La abreviatura «Pant.» se emplea para indicar a Jószef Pantocsek como autoridad en la descripción y clasificación científica de los vegetales.[9]